# Torneo WTA de Bogotá 2021
El Claro Copa Colsanitas 2021 fue un evento de tenis WTA International disputado en Bogotá (Colombia), en el complejo del Centro de Alto Rendimiento, en canchas de polvo de ladrillo al aire libre, entre el 5 y el 11 de abril de 2021.

## Distribución de puntos
| Modalidad           | Campeona | Finalista | Semifinales | Cuartos de final | 2ª ronda | 1ª ronda | Clasificadas | 2ª ronda de clasificación | 1ª ronda de clasificación |
| Individual femenino | 280      | 180       | 110         | 60               | 30       | 1        | 18           | 12                        | 1                         |
| Dobles femenino     | 280      | 180       | 110         | 60               | 1        | -        | -            | -                         | -                         |

## Cabezas de serie

### Individuales femenino
| Tenista           | Ranking | Preclasificada |
| Saisai Zheng      | 53      | 1              |
| Sara Sorribes     | 58      | 2              |
| Arantxa Rus       | 84      | 3              |
| Clara Tauson      | 96      | 4              |
| Tamara Zidanšek   | 97      | 5              |
| Jasmine Paolini   | 101     | 6              |
| Tereza Martincová | 105     | 7              |
| Yafan Wang        | 106     | 8              |

- Ranking del 22 de marzo de 2021.[2]

### Dobles femenino
| Tenista                               | Ranking | Preclasificada |
| Kaitlyn Christian Sabrina Santamaria  | 122     | 1              |
| Arantxa Rus Tamara Zidanšek           | 122     | 2              |
| Arina Rodiónova Rosalie van der Hoek  | 171     | 3              |
| Mihaela Buzărnescu Anna-Lena Friedsam | 181     | 4              |

## Campeonas

### Individual femenino
María Camila Osorio venció a  Tamara Zidanšek por 5-7, 6-3, 6-4

### Dobles femenino
Elixane Lechemia /  Ingrid Neel vencieron a  Mihaela Buzărnescu /  Anna-Lena Friedsam por 6-3, 6-4